# 傳染歌
《傳染歌》，由原田真人執導的日本恐怖片，於2007年8月25日在日本的戲院上映，由松竹發行，松田龍平主演。

## 劇情
隸屬於青雲女學院高等學校三項鐵人部的夏野杏（大島優子飾演），在學校聽到從禮堂傳來的神秘歌聲，她沿著走廊進入禮堂，發現聲音原來是來自她的同學高橋香奈（前田敦子飾演），但更讓她震驚的是香奈突然在她面前自殺。由於事出突然，引起各方追查，色情雜誌《月刊MASAKA》編輯長瀨陸（松田龍平飾演）認為這可能與「傳染歌」有關，在都市傳奇中只要有人歌唱「傳染歌」就會自殺，香奈的青梅竹馬松田朱里（秋元才加飾演）也認為香奈的死並不尋常，杏與其他三項鐵人部的隊友亦希望找出真相，於是聯同《月刊MASAKA》的陸和其前輩太一（伊勢谷友介飾演），以及朱里，聯手追查。為了驗證「傳染歌」的真偽，太一與杏的隊友一起歌唱「傳染歌」，豈料有份歌唱的太一和桐子（小嶋陽菜飾演）卻先後自殺。

## 演員陣容
- 松田龍平：長瀨陸（《月刊MASAKA》編輯）
- 大島優子：夏野杏（青雲女學院學生）
- 秋元才加：松田朱里（高橋香奈青梅竹馬）
- 前田敦子：高橋春奈（青雲女學院學生）
- 小嶋陽菜：桐子（青雲女學院學生）
- 木村佳乃：鏑木蘭子（夏野杏的叔母）
- 阿部寬：方丈
- 伊勢谷友介：太一（《月刊MASAKA》編輯、前自衛隊員）

## 外部連結
- （英文）互联网电影数据库（IMDb）上《傳染歌》的资料（英文）